# Platanthera okuboi
Platanthera okuboi là một loài thực vật có hoa trong họ Lan. Loài này được Makino miêu tả khoa học đầu tiên năm 1905.